# Cesare Emiliani
Cesare Emiliani (8 de desembre de 1922 – 20 de juliol de 1995) va ser un geòleg italo-americà que va especialitzar-se en micropaleontologia, i va fundar la paleoceanografia, desenvolupant l'escala cronològica dels estadis d'isòtops marins, que amb algunes modificacions, encara s'utilitzen actualment.
Va establir que les glaciacions dels darrers mig milió d'anys són un fenomen dels cicles de Milanković. També va proposar el Projecte "LOCO" (derivat de Long Cores) a la U.S. National Science Foundation. Aquest projecte ha proporcionat evidències de la història desl oceans i també serveix per provar les hipòtesis de l'extensió del llit marí (seafloor spreading) i la tectònica de plaques.
Cesare Emiliani va ser honorat amb el gènere Emiliania (Coccolitòfor) i va rebre diverses medalles i distincions
En els seus darrers anys va proposar una reforma del calendari basada en el calendari holocè per tal d'eliminar el problema de la cronologia BC–AD (abans de Crist, després de Crist) causat per la manca d'un any zero.

## Biografia
Cesare Emiliani nasqué a Bologna. Estudià geologia a la Universitat de Bolonya. Es va doctorar enm micropaleontologia l'any 1945. L'any 1948 acceptà la proposta d'anar als Estats Units (Rollin D. Salisbury Fellowship al Departament de Geologia de la Universitat de Chicago) Des de 1950 a 1956 va ser investigador associat al laboratori de geoquímica Harold Urey’s Geochemistry en l'institut Enrico Fermi per a estudis Nuclears.
Cesare Emiliani, estudiant els Foraminifera, va estar molt interessat a evidenciar els canvis climàtics del Plistocè.
Morí a Palm Beach Gardens, Florida, l'any 1995.

## Obres populars de Cesare Emiliani
- Emiliani, Cesare. (1992). Planet Earth : Cosmology, Geology, & the Evolution of Life & the Environment. Cambridge University Press. (Paperback Edition ISBN 0-521-40949-7)
- Emiliani, Cesare. (1995). The Scientific Companion : Exploring the Physical World with Facts, Figures, and Formulas (Wiley Popular Science) (2nd Edition). Wiley. (Paperback Edition ISBN 0-471-13324-8)
- Emiliani, Cesare. (1993). Dictionary of Physical Sciences. Oxford University Press. (Paperback Edition ISBN 0-19-503652-2)

## Treballs importants de Cesare Emiliani
- Emiliani C (1954) Depth habitats of some species of pelagic foraminifera as indicated by oxygen isotope ratios. American Journal of Science 252:149–158
- Emiliani C (1954) Temperature of Pacific bottom waters and polar superficial waters during the Tertiary. Science 119:853–855
- Emiliani C (1956) Oligocene and Miocene temperature of the equatorial and subtropical Atlantic Ocean. Journal of Geology 64:281–288
- Emiliani C (1956) On paleotemperatures of Pacific bottom waters. Science 123:460–461
- Emiliani C (1957) Temperature and age analysis of deepsea cores. Science 125:383–385
- Emiliani C (1961) The temperature decrease of surface water in high latitudes and of abyssal-hadal water in open oceanic basins during the past 75 million years. Deep-Sea Research 8:144–147
- Emiliani C (1965) Precipitous continental clopes and considerations on the transitional crust. Science 147:145–148
- Emiliani C (1966) Isotopic paleotemperatures. Science 154: 851–857
- Emiliani C (1966). Paleotemperature analysis of Caribbean cores P6304-8 and P6304-9 and a generalized temperature curve for the past 425,000 years. Journal of Geology 74:109–124
- Emiliani C (1968) The Pleistocene epoch and the evolution of man. Current Anthropology 9:27–47
- Emiliani C (1969) Interglacials, high sea levels and the control of Greenland ice by the precession of the equinoxes. Science 166:1503–1504
- Emiliani C (1969) A new paleontology. Micropaleontology 15:265–300
- Emiliani C (1970) Pleistocene paleotemperatures. Science 168:822–825
- Emiliani C (1971) The amplitude of Pleistocene climatic cycles at low latitudes and the isotopic composition of glacial ice. In: Turekian KK (ed) Late Cenozoic Glacial Ages. New Haven, CO: Yale University Press, pp 183–197
- Emiliani C (1971) Depth habitats and growth stages of pelagic formanifera. Science 173:1122–1124
- Emiliani C (1971) Paleotemperature variations across the Plio-Pleistocene boundary at the type section. Science 171:600–602
- Emiliani C (1978) The cause of the ice ages. Earth and Planetary Science Letters 37:347–354
- Emiliani C (1981) A new global geology. In: Emiliani C (ed) The Oceanic Lithosphere. The Sea (8th edn). Vol. 7. Nova York: Wiley Interscience, pp 1687–738
- Emiliani C (1982) Extinctive evolution. Journal of Theoretical Biology 97:13–33
- Emiliani C (1987) Dictionary of Physical Sciences. Oxford: Oxford University Press
- Emiliani C (1988) The Scientific Companion. Nova York: Wiley
- Emiliani C (1989) The new geology or the old role of the geological sciences in science education. Journal of Geological Education 37:327–331
- Emiliani C (1991) Avogadro number and mole: a royal confusion. Journal of Geological Education 39:31–33
- Emiliani C (1991) Planktic et al. Marine Micropaleontology 18:3
- Emiliani C (1991) Planktic/planktonic, nektic/nektonic, benthic/benthonic. Journal of Paleontology 65:329
- Emiliani C, Ericson DB (1991) The glacial/interglacial temperature range of the surface water of the ocean at low latitudes. In: Taylor HP, O’Neil JR, Kaplan IR (eds) Special Publication: Stable Isotope Geochemistry: A Tribute to Samuel Epstein. Pennsylvania: Geochemical Society, University Park, pp 223–228
- Emiliani C (1992) The Moon as a piece of Mercury. Geologische Rundschau 81:791–794
- Emiliani C (1992) Planet Earth: Cosmology, Geology, and the Evolution of Life and Environment. Nova York: Cambridge University Press
- Emiliani C (1992) Pleistocene paleotemperatures. Science 257:1188–1189
- Emiliani C (1993) Milankovitch theory verified; discussion. Nature 364:583
- Emiliani C (1993) Calendar reform. Nature 366:716
- Emiliani C (1993) Extinction and viruses. BioSystems 31:155–159
- Emiliani C (1993) Paleoecological implications of Alaskan terrestrial vertebrate fauna in latest Cretaceous time at high paleolatitudes: Comment. Geology 21:1151–1152
- Emiliani C (1993) Viral extinctions in deep-sea species. Nature 366:217–218
- Emiliani C (1995) Redefinition of atomic mass unit, Avogadro constant, and mole. Geochimica et Cosmochimica Acta 59:1205–1206
- Emiliani C (1995) Tropical paleotemperatures: discussion. Science 268:1264
- Emiliani C, Edwards G (1953) Tertiary ocean bottom temperatures. Nature 171:887–888
- Emiliani C, Elliott I (1995) Vatican confusion. Nature 375:530
- Emiliani C, Epstein S (1953) Temperature variations in the lower Pleistocene of Southern California. Journal of Geology 61:171–181
- Emiliani C, Gartner S, Lidz B (1972) Neogene sedimentation on the Blake Plateau and the emergence of the Central American Isthmus. Palaeogeography, Palaeoclimatology, Palaeoecology 11:1–10
- Emiliani C, Gartner S, Lidz B, Eldridge K, Elvey DK, Huang PC, Stipp JJ, Swanson M (1975) Paleoclimatological analysis of late Quaternary cores from the northwestern Gulf of Mexico. Science 189:1083–1088
- Emiliani C, Geiss J (1959) On glaciations and their causes. Geologische Rundschau 46:576–601
- Emiliani C, Harrison CG, Swanson M (1969) Underground nuclear explosions and the control of earthquakes. Science 165:1255–1256
- Emiliani C, Kraus EB, Shoemaker EM (1981) Sudden death at the end of the Mesozoic. Earth and Planetary Science Letters 55:327–334
- Emiliani C, Mayeda T, Selli R (1961) Paleotemperature analysis of the Plio-Pleistocene section at le Castella, Calabria, southern Italy. Geological Society of America Bulletin 72:679–688
- Emiliani C, Milliman JD (1966) Deep-sea sediments and their geological record. Earth Science Reviews 1:105–132
- Emiliani C, Price DA, Seipp J (1991) Is the Postglacial artificial? In: Taylor HP, O’Neil JR, Kaplan IR (eds) Special Publication: Stable Isotope Geochemistry: A Tribute to Samuel Epstein. Pennsylvania: Geochemical Society, University Park, pp 229–231
- Emiliani C, Shackleton NJ (1974) The Brunhes Epoch: paleotemperature and geochronology. Science 183:511–514